# Бобан
Бобан је мушко словенско име, настало од назива биљке боб и има пренесено значење „мали“, „ситан“. Може бити хипокористик имена Богдан и Слободан. 

## Изведена имена
Од овог имена изведена су имена Боба, Бобана и Бобо. Занимљиво је да се име Бобо појављује и као афричко име и има исто значење „ситан“, а може значити и „рођен у уторак“.